# Diomedes de Tars
|  | Aquest article tracta sobre Diomedes de Tars. Vegeu-ne altres significats a « Diomedes». |

Diòmedes (en llatí Diomedes, en grec Διομήδης) nascut a Tars, Cilícia, a la segona meitat del s. III i mort a Nicea, a començament del segle iv, fou un metge grec. És venerat com a sant per diverses esglésies cristianes.
Va néixer a Tars, fill de cristians. Hi visqué, i va exercir de metge, i marxà després a Nicea on va romandre fins a la seva mort. Va practicar la medicina amb força èxit i va aprofitar el seu ofici per fer conversions al cristianisme. L'emperador Dioclecià, que llavors era a Nicomèdia de Bitínia, va fer que el decapitessin a Nicea al començament del segle iv. A Constantinoble Constantí el Gran va construir una església en honor seu, que al segle ix fou embellida per l'emperador Basili I el Macedoni. Es commemora tant per grecs com per llatins el 16 d'agost.